# Tricimba major
Tricimba major är en tvåvingeart som beskrevs av Ismay 1993. Tricimba major ingår i släktet Tricimba och familjen fritflugor. Inga underarter finns listade i Catalogue of Life.